# Tidiany Coulibaly
Tidiany Coulibaly (Roubaix, 15 januari 1984) is een Franse voetballer van Senegalese afkomst die bij voorkeur als verdedigende middenvelder speelt. Hij verruilde in juli 2009 Eendracht Aalst voor KFC VW Hamme.